# Набережная Рабочей Молодёжи

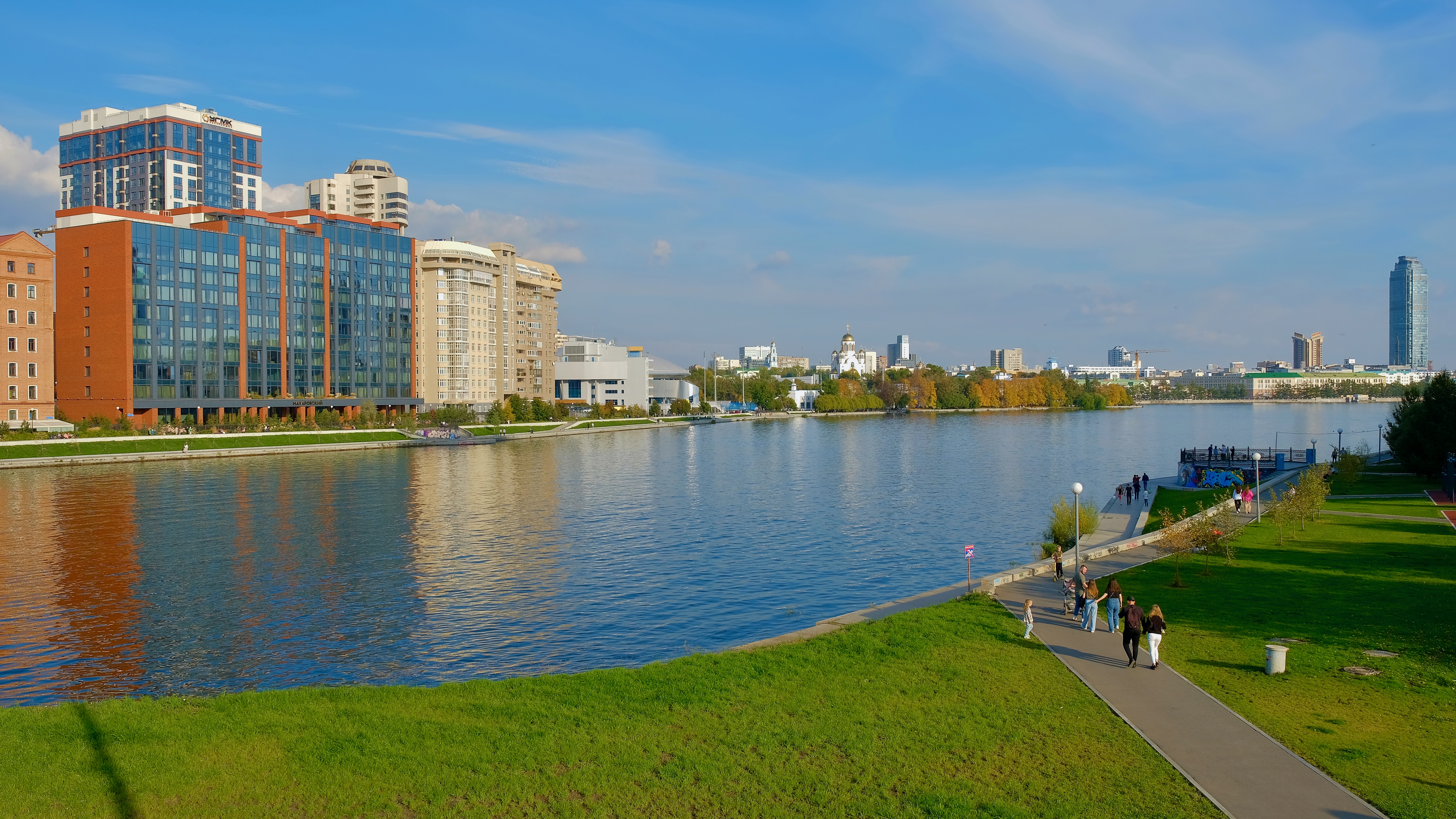
Вид на набережную с Макаровского моста

Вид на набережную с высоты
На́бережная Рабо́чей Молодёжи — одна из старейших улиц Екатеринбурга, расположенная вдоль правого берега Городского пруда Екатеринбурга в жилых районах «Центральный» и «Визовский» (частично, к северо-западу и западу от улицы Челюскинцев) Верх-Исетского административного района города.

## Происхождение и история названий
До 1919 года современная набережная состояла из трёх частей. На участке от Главного проспекта (проспект Ленина) до Большой Съезжей улицы (улица Антона Валека) находилась Гимназическая набережная; на участке от Большой Съезжей до Северной улицы (улица Челюскинцев) шла Тимофеевская набережная; от Северной улицы (правобережное начало Кривцовского моста через Исеть) вдоль берега до поворота реки на север. После Закутиловского моста набережная не была застроена и не имела названия. В 1920-е годы на её месте появился посёлок «Красная Кровля».

## Расположение и благоустройство
Улица проходит вдоль правого берега Городского пруда Екатеринбурга параллельно улицам 8 Марта (в начале) и Бориса Ельцина (на большем своём протяжении). Начинается от Проспекта Ленина и идёт в северном направлении, затем после дома № 3 набережная поворачивает на северо-запад, повторяя направление береговой линии Городского пруда, проходит по восточной границе Октябрьской площади и после пересечения с улицей Челюскинцев поворачивает к западу, следуя всё той же линии Городского пруда. Заканчивается переходом в улицу Энергостроителей. Общая протяжённость набережной составляет около 2000 м.

## История

### Гимназическая набережная
Гимназическая набережная начала застраиваться одновременно с появлением построек Екатеринбургского завода и Екатеринбургской крепости в 1723 году. На плане города 1726 года показана территория так называемых Командирских дворов, выходящая одной границей на набережную, а также северный правобережный полубастион Екатеринбургской крепости с пороховым погребом. Немного позднее, в 1730-х годах эта часть внутрикрепостной застройки получила название Секретарской слободы. Угловой дом Секретарской слободы, выходивший главным фасадом на канцелярию, а боковым на пруд был обозначен как «дом советничей», за ним по набережной находилось ещё несколько домов. Севернее Секретарской находилась Лекарская слобода, состоявшая из двух рядов усадеб, обращённых друг к другу огородами. Главным строением в слободе являлся госпиталь, стоявший на будущей Гимназической набережной пруда.

### Тимофеевская набережная
Застройка Тимофеевской набережной в составе Ссыльной слободы появилась на плане города в 1743 году. В 1845 году набережные на правом берегу пруда были отделаны камнем по проекту архитектора А. Н. Спиринга.

### После объединения набережных
Застройка набережной севернее улицы Челюскинцев началась лишь после Великой Отечественной войны. 2-этажные жилые дома № 48—51 с корпусами сданы в 1950—51. В 1960 сдан дом № 47, в 1962 — № 46. В 1966 выстроен дом № 45 — один из первых 9-этажных домов в городе. За улицей Энергостроителей все здания на берегу реки относятся к другим улицам.

## Примечательные здания и сооружения
На бывшей Гимназической набережной находятся два примечательных здания, спроектированные архитектором М. П. Малаховым: дом купца И. Г. Пшеничникова (также известный как дом Главного лесничего уральских заводов, ошибочно) и Дом Главного горного начальника (в первом размещаются представительства культурных обществ, во втором — областная больница. Здание мужской гимназии тоже начинало проектироваться М. П. Малаховым, однако в связи с его смертью было завершено архитектором К. Г. Турским. В начале XX века на Гимназической набережной, кроме собственно гимназии, располагались страховое общество «Якорь», банкирский Санкт-Петербургский дом «И. В. Юнкер и К.», отделение Ярославско-Костромского земского банка. Застройка Тимофеевской набережной практически полностью снесена (при этом частично утрачен памятник истории — дом, в котором жил советский писатель Аркадий Гайдар).

### Здание мужской гимназии
Здание гимназии было построено в 1847—1852 годах. Официально считается, что оно проектировалось К. Г. Турским, хотя начинал и заложил основы М. П. Малахов. Первоначально в здании располагалось Горное училище. С 1861 по 1879 год гимназия занимала только второй этаж здания. В 1879 году училище окончательно переехало в здание напротив (через Главный проспект), построенное для него в 1877 году, и всё здание заняла мужская гимназия. В 1912 году — к 50-летию со дня открытия гимназии — был пристроен гимнастический зал. На тот момент это был самый крупный и обустроенный спортивный зал на Урале — с вентиляцией и паровым отоплением. Оборудование для него выписывалось из Чехии.
В годы революции в здании гимназии образовывались марксистские кружки, проводились первые собрания профсоюзов, а в 1919 году здание занял Штаб III Красной армии. В 1920 в нём расположилось правление Пермской железной дороги. Школьники вернулись в эти стены только в 1928 году после постройки для Управления дороги отдельного здания. В годы войны их, однако, опять временно выселили и вместо школы были размещены эвакогоспитали № 1326 (он же — № 1708, в/ч 282) и № 3866 (в/ч 463). В послевоенные годы здание целиком занимала «Средняя школа № 9», уроки физкультуры которой часто проходили на набережной Рабочей молодёжи.
К 2006 году здание гимназии (в 1990-х годах школа № 9 переименована обратно в гимназию) находилось в аварийном состоянии, и было принято решение о его капитальной реконструкции. Внутренний двор был перекрыт полупрозрачной крышей и на его месте устроен современный танцзал. Знаменитые лестницы (центральная и боковые) — заменены на современные. Контур здания замкнули и сделали красивую входную группу. В плане функциональности от реконструкции здание явно выиграло. Но многие внутренние элементы, передававшие дух старины, были утрачены или демонтированы в запасники.
Здание гимназии находится в «перечне объектов культурного наследия федерального значения».

### Дом № 1
В доме № 1, согласно некоторым источникам, в конце 1970-х — начале 1980-х годов проживал политик Борис Ельцин. Впоследствии историк А. Д. Кириллов планировал установить там мемориальную табличку. В том же доме жили другие уральские политики: первый секретарь Свердловского обкома КПСС в 1990—1991 гг. В. Д. Кадочников, член Совета Федерации в 2001—2008 годах В. Г. Трушников.

### Дом, в котором в 1927 г. жил писатель Аркадий Гайдар (№ 27) (частично утрачен)

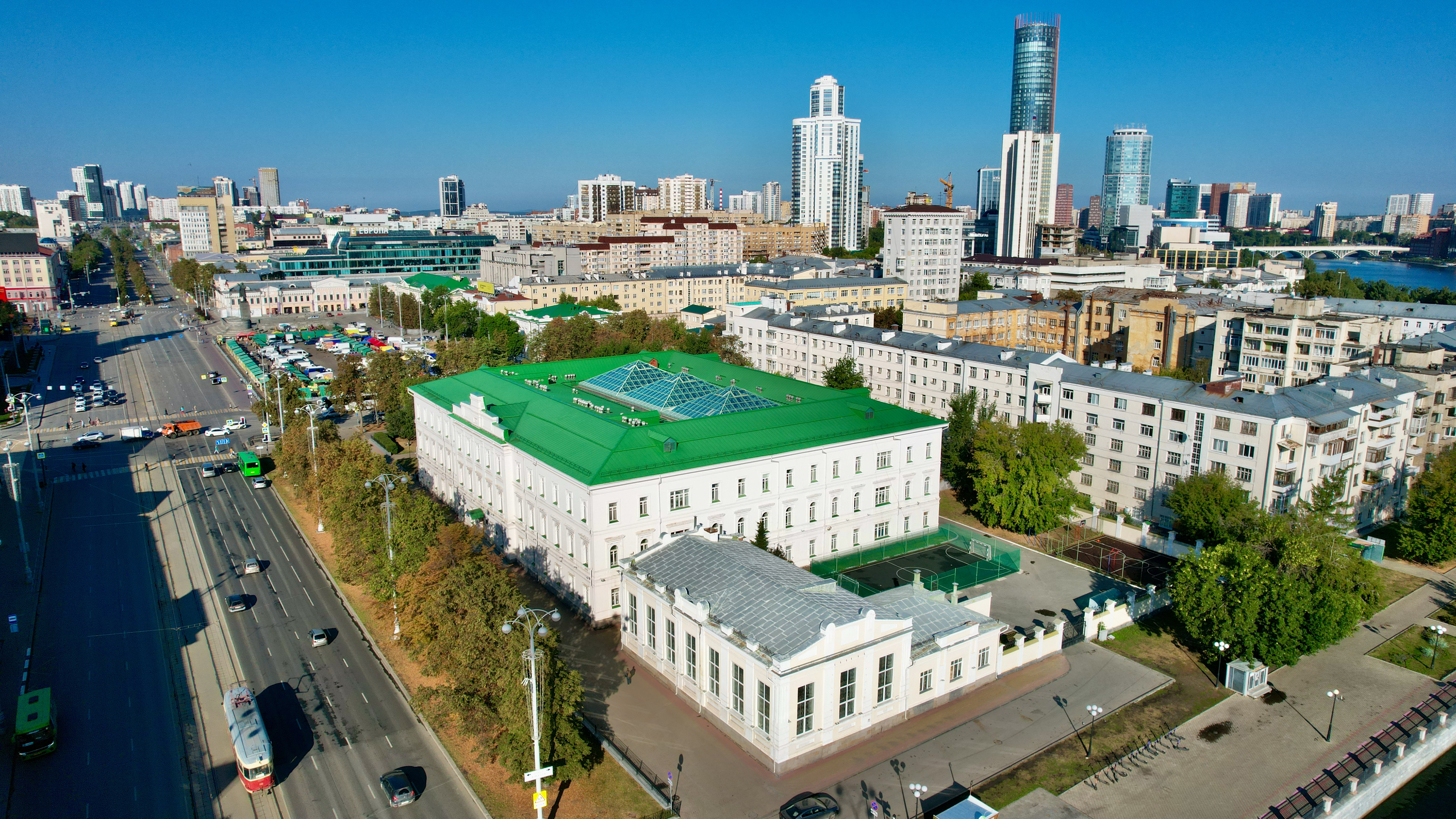
Гимназия № 9
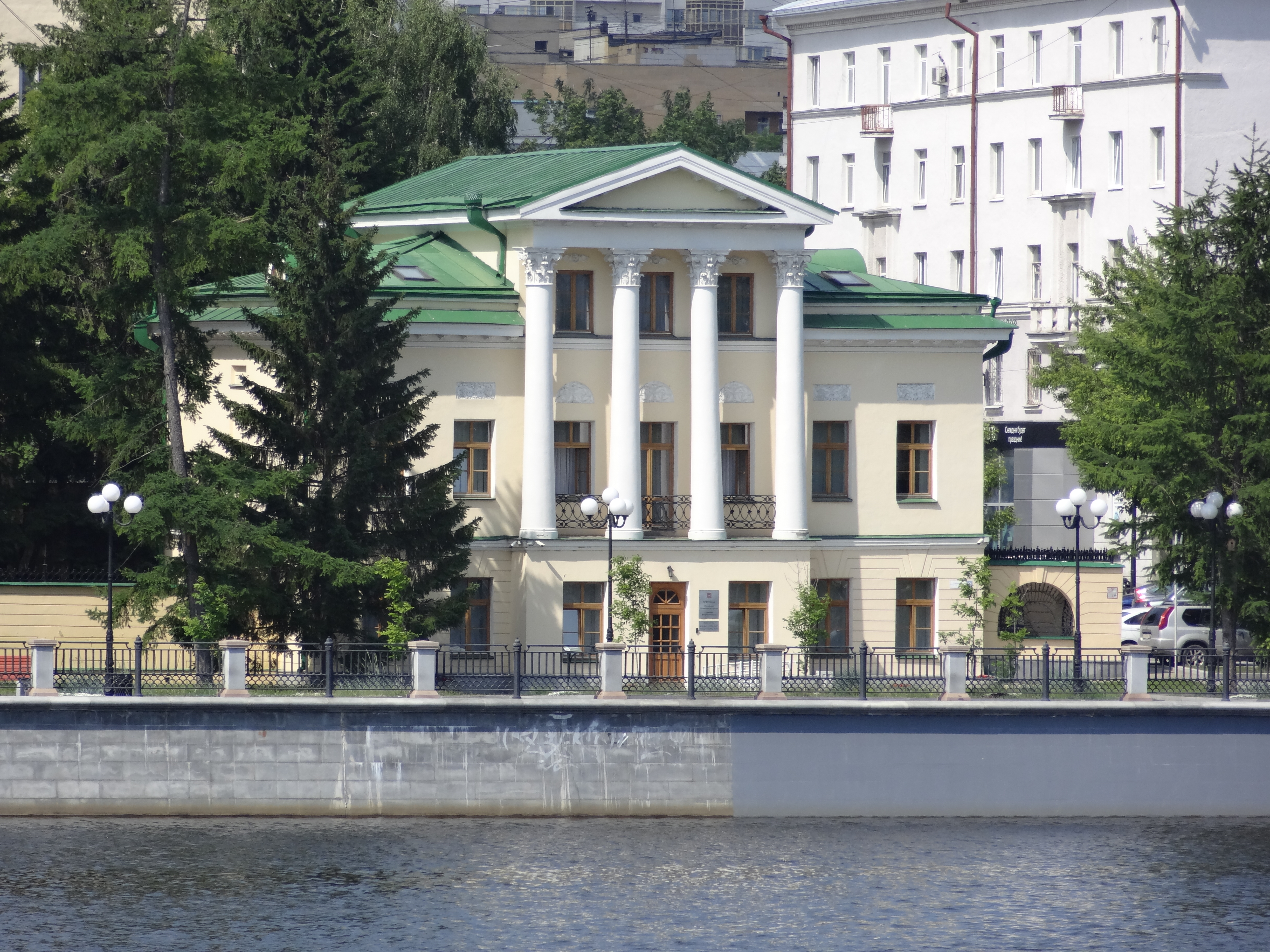
Дом купца Пшеничникова
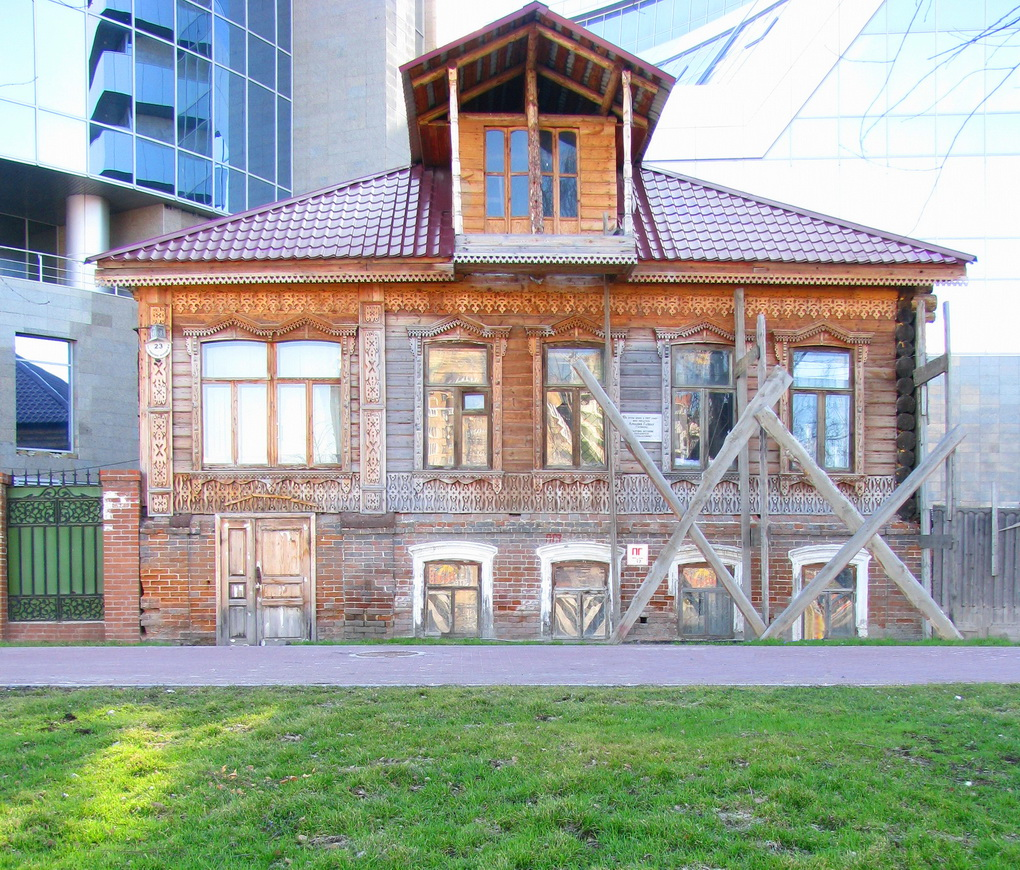
Дом Гайдара
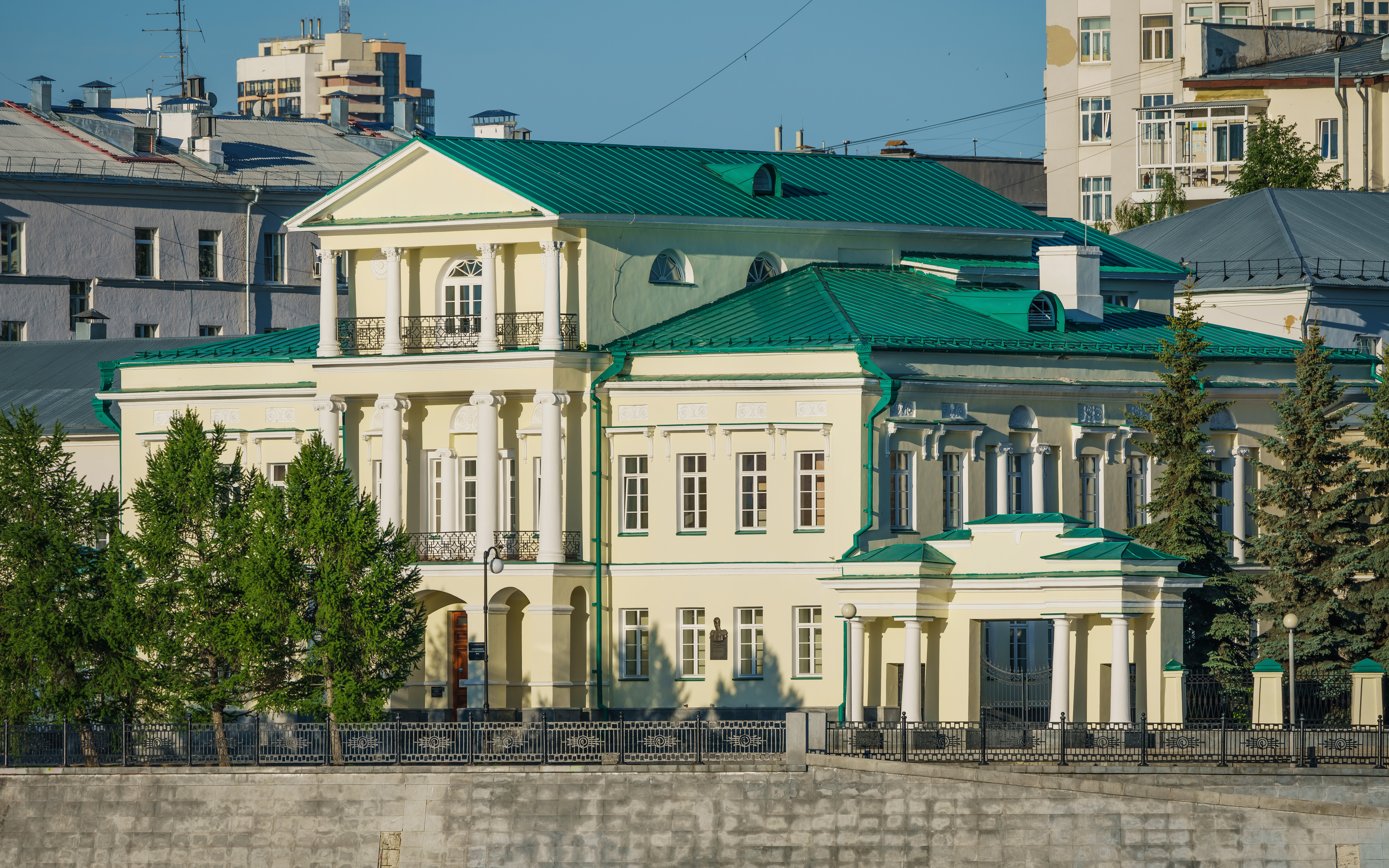
Дом Главного горного начальника

## Транспорт

### Наземный общественный транспорт
Движение наземного общественного транспорта по набережной не осуществляется. Ближайшие остановки общественного транспорта к началу улицы:
- «Колледж им. Ползунова» (просп. Ленина):

Автобус: № 27, 28, 32, 48, 50, 54;
Маршрутное такси: № 015, 018, 040, 046, 050, 052, 64.
- «Драмтеатр» (ул. Бориса Ельцина):

Автобус: № 21, 32;
Маршрутное такси: № 024, 034, 045.
Ближайшая остановка к концу улицы:
- «Ельцина» (перекрёсток улиц Бориса Ельцина-Челюскинцев):

Автобус: № 21.
Трамвай: № 3, 5, 7, 21, 23, 27, 32, А.
Маршрутное такси: № 024, 034, 045.

### Ближайшие станции метро
В 250 метрах юго-западнее от начала набережной Рабочей Молодёжи находится станция 1-й линии Екатеринбургского метрополитена  «Площадь 1905 года», от которой до набережной можно добраться пешком. До конца набережной от станции метро можно добраться на маршрутном такси № 24 (от остановки «Площадь 1905 года» до остановки «Ельцина»), а затем перейти улицу Челюскинцев. Также в 700 метрах от Макаровского моста на другом берегу Исети находится станция  «Динамо»

### Сноски
1. ↑  Будрин В. И. Пятидесятилетие существования Екатеринбургской мужской гимназии. 1861–1911. — Екатеринбург, 1911.
2. ↑  Михайлова Т. Б. Разработка познавательной экскурсии «Архитектура классицизма в Екатеринбурге». Образование Урала (2007). Дата обращения: 27 апреля 2013. Архивировано 29 апреля 2013 года.